# Karl von Abel

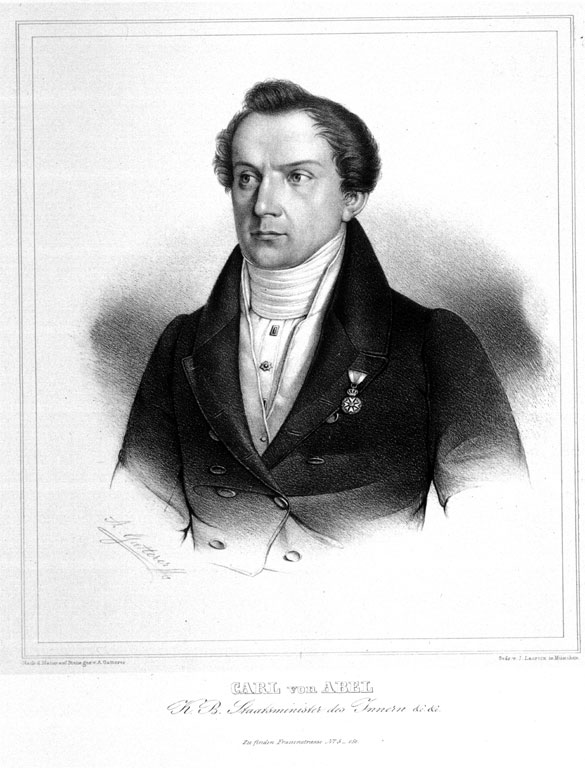
Karl von Abel

Karl von Abel (ur. 17 września 1788 w Wetzlar, zm. 3 września 1859) – bawarski polityk.
Popularność zyskał w 1831 roku, broniąc, jako komisarz rządowy przy sejmie, wolności prasy. W 1832 był członkiem regencji w Grecji podczas małoletniości króla Ottona. W 1840 został ministrem finansów.